# فيليكس هاكوبيان
فيليكس هاكوبيان (بالأرمنية: Ֆելիքս Վալերիի Հակոբյան)‏ هو لاعب كرة قدم أرميني في مركز حراسة المرمى، ولد في 11 مارس 1981 في باكو في أذربيجان. شارك مع منتخب أرمينيا لكرة القدم. أما مع النوادي، فقد لعب مع نادي أوليسيس ونادي كهر دورود لرستان ونادي ميكا.

## وصلات خارجية
- فيليكس هاكوبيان على موقع قاعدة بيانات كرة القدم.إي يو (الإنجليزية)
- فيليكس هاكوبيان على موقع ناشيونال فوتبول تيمز (الإنجليزية)
- فيليكس هاكوبيان على موقع Soccerway.com (الإنجليزية)